# شهرستان سن‌واکین (کالیفرنیا)
شهرستان سن‌واکین (به انگلیسی: San Joaquin County) نام یک شهرستان در ایالت کالیفرنیا در آمریکا است.